# Novi Pot
Novi Pot je naselje v Občini Sodražica.